# Bitva u Stallupönenu
Bitva u Stallupönenu byla prvním výraznějším střetnutím ruské a německé armády na počátku první světové války, které se odehrálo 17. srpna 1914 několik kilometrů východně od města Stallupönen ve Východním Prusku (dnešní Nestěrov v Kaliningradské oblasti). V této úvodní bitvě na východní frontě se utkaly čtyři útočící ruské divize spadající pod 1. armádu vedenou generálem Paulem von Rennenkampfem s německými vojáky pod velením generála Hermanna von François. Početně slabším německým obráncům se podařilo způsobit v bitvě útočníkům těžké ztráty. Poté však Němci ustoupili směrem na západ ke Gumbinnenu, kde byli Rusy o tři dny později poraženi.